# Heteroponera dentinodis
Heteroponera dentinodis är en myrart som först beskrevs av Mayr 1887.  Heteroponera dentinodis ingår i släktet Heteroponera och familjen myror. Inga underarter finns listade i Catalogue of Life.